# باب بینبریج
باب بینبریج (انگلیسی: Bob Bainbridge; ۵ ژانویهٔ ۱۸۹۷ – ۱۹۶۷ (۶۹−۷۰ سال)) بازیکن فوتبال اهل بریتانیا بود.
از باشگاه‌هایی که در آن بازی کرده‌است می‌توان به باشگاه فوتبال لینکولن سیتی و باشگاه فوتبال سیتینگبورو اشاره کرد.